# Melittia tibialis
Melittia tibialis is een vlinder uit de familie wespvlinders (Sesiidae), onderfamilie Sesiinae.
Melittia tibialis is voor het eerst wetenschappelijk beschreven door Drury in 1773. De soort komt voor in het Afrotropisch gebied.